# Tyrannochthonius terribilis malaccensis
Tyrannochthonius terribilis malaccensis es una subespecie de arácnido  del orden Pseudoscorpionida de la familia Chthoniidae.

## Distribución geográfica
Se encuentra en Malasia.